# George Newport

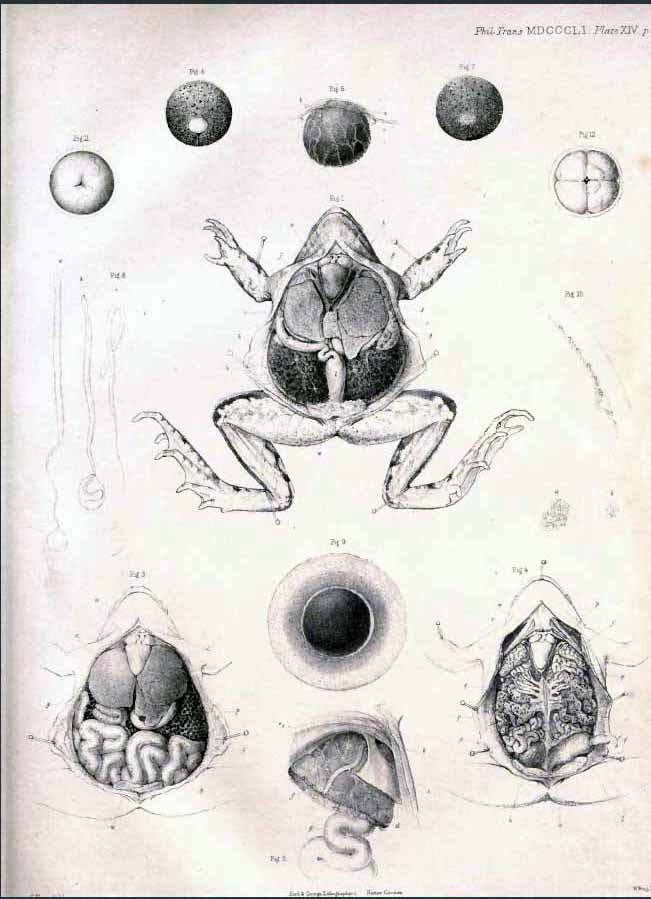
Newport: On the impregnation of the ovum of the Amphibia, 1851

George Newport (* 4. Februar 1803 in Canterbury; † 7. April 1854 in London) war ein britischer Chirurg, Zoologe, Entomologe und Anatom.
Newport war seit seiner Jugend begeisterter Insektensammler, ging beim Chirurg von Sandwich in die Lehre und studierte ab 1832 an der Universität London (das spätere University College) und dem Royal College of Surgeons of England, dessen Mitglied er 1835 und dessen Fellow er 1843 wurde (als einer der 300 ursprünglichen Fellows). 1835 wurde er Hauschirurg bei der Chichester Infirmary in Chichester. 1837 zog er als Chirurg nach London, seine Praxis litt aber an seinen naturwissenschaftlichen Interessen. 1847 erhielt er eine Unterstützungs-Pension von 100 Pfund jährlich.
1844/45 war er Präsident der Entomological Society of London und er war Mitglied der Ray Society.
Er war als geschickter Anatom unter Verwendung des Mikroskops bekannt und veröffentlichte über Anatomie und Embryologie von Insekten und Tausendfüßern und die Befruchtung von Amphibieneiern, wobei er nachwies, dass die Befruchtung eine Folge von Penetration der Spermien in die Eier und nicht bloßem Kontakt war. 1856 erschien postum sein Katalog der Tausendfüßer-Sammlung im British Museum. Für Arbeiten zur kleinen Kohlfliege (Delia radicum) erhielt er 1838 einen Preis der Agricultural Society von Saffron Walden.
Er war Fellow der Royal Society (1846), deren Royal Medal er 1851 erhielt. 1857 wurde er Fellow der Linnean Society. 1841 hielt er die Bakerian Lecture über die Fortpflanzungsorgane und Embryologie von Tausendfüßern.

## Schriften
- Monograph of the Class Myriopoda, Order Chilopoda, Transactions of the Linnean Society, Band 19, Heft 4, 1845, S. 349–439